# Abraxas juncta
Abraxas juncta är en fjärilsart som beskrevs av Barend J. Lempke 1970. Abraxas juncta ingår i släktet Abraxas och familjen mätare. Inga underarter finns listade i Catalogue of Life.